# 6236 Mallard
6236 Mallard (1988 WF) là một tiểu hành tinh vành đai chính được phát hiện ngày 29 tháng 11 năm 1988 bởi Đài thiên văn Nihondaira.